# Tomo Buzov
Tomo Buzov (Kaštel Novi, 1940. – Štrpci, BiH, 27. veljače 1993.) bio je umirovljeni časnik Jugoslavenske narodne armije. On je 1993. postao junak i žrtva Otmice u Štrpcima, koju su izvele srpske paravojne snage. Po njemu je snimljen hrvatski kratki film Čovjek koji nije mogao šutjeti (2024.) redatelja Nebojše Slijepčevića. Film je premijerno prikazan na Filmskom festivalu u Cannesu 2024., gdje je osvojio Zlatnu palmu za najbolji kratki film.
Rodio se u Kaštel Novom u predjelu Rudine. Bio je časnik (oficir) JNA, u Beogradu je dočekao mirovinu, pa rat. Imao je suprugu Koviljku i sina Darka, koji je bio na odsluženju vojnog roka u Podgorici.
U subotu 27. veljače 1993. u deset ujutro na četvrtom peronu Glavnog kolodvora u Beogradu ukrcao se na vlak 671 za Bar, kako bi posjetio sina u Podgorici. Prema izjavama svjedoka, nakon polaska vlaka iz Beograda kondukter je u pratnji dvojice policajaca pregledao karte i svima ispisao imena na kartama, navodno zbog šverca. Pruga Beograd-Bar jedan kratak dio prolazi kroz Bosnu i Hercegovinu, kod Štrpaca, ali tamo vlak inače ne staje. Dok se vlak približavao bosanskohercegovačkoj granici policija i vojska počele su prolaziti hodnicima, odvajajući Muslimane, dok su ostale tjerale u kupe. Nakon toga je vlak zaustavljen u Štrpcima, suprotno voznom redu, a iz njega je izvedena skupina otetih civila. 
Tomo Buzov jedini se u vlaku usprotivio otmici. Kad su ljudi u uniformama ušli, pitao ih je zašto to rade i čija su to oni vojska. Rekli su mu da bude miran, da se to njega ne tiče. Onda su rekli svim Bošnjacima iz hodnika da izađu, a Tomo Buzov je jednog momka Bošnjaka, koji je imao 17 godina, povukao za ruku, posjeo ga na svoje mjesto u kupeu, ustao i izašao umjesto njega. Oni koji su šutjeli u vlaku su ostali pošteđeni, te su kasnije prepričali što se zaista dogodilo.  Prema svjedoku pobunjeni Srbi ubili su ga vatrenim oružjem odmah iza stanice u Štrpcima; izgleda da ga nisu odveli s tom skupinom od 18 Bošnjaka i da nije završio u Drini ili u masovnoj grobnici.

## Epilog
Podignuta mu je spomen-ploča na kući u Beogradu, gdje je živio. Vlasti su htjele jednu ulicu u Beogradu nazvati po njemu, ali njegova supruga i sin su to odbili zbog politizacije.
U Prijepolju, pored starog mosta na Limu, 2009. godine otkriveno je spomen obilježje žrtvama otmice. U Bijelom Polju, u veljači 2016. postavljen je spomenik u obliku muslimanskog nadgrobnog spomenika posvećen žrtvama Otmice u Štrpcima.
Sud u Bijelom Polju osudio je Nebojšu Ranisavljevića na 15 godina zatvora zbog sudjelovanja u ovom ratnom zločinu protiv civilnog stanovništva. Milan Lukić nepravomoćno je osuđen na Općinskom sudu u Beogradu na 20 godina zatvora zbog otmice i ubojstva 16 civila u otmici u Sjeverinu. Iako je na temelju valjanih dokaza utvrđeno da je bio glavni akter i otmice i likvidacije pripadnika bošnjačke nacionalnosti, za otmicu u Štrpcima nikada mu nije suđeno. On je pred Međunarodnim kaznenim sudom za bivšu Jugoslaviju osuđen na doživotni zatvor za zločine u Višegradu.
Duško Petrović, svjedok otmice u Štrpcima, smatra da je sud napravio veliki propust jer su glavni organizatori zločina ostali po strani. Tvrdi da je Vojislav Šešelj jedan od odgovornih za ovaj zločin, jer Milan Lukić, pripadnik šešeljevaca, "nije radio ništa dok mu Šešelj nije naredio". Policijski i pravosudni službenici opstruirali su sudski postupak protiv Milana Lukića.
Bivši zapovjednik Vojske RS-a Boban Inđić je 19. siječnja 2022. godine pred Sudom BiH osuđen na 15 godina zatvora.